# 알렉스 고든
알렉산더 조나단 고든(영어: Alexander Jonathan Gordon, 1984년 2월 10일 ~ )은 미국 출신의 야구 선수이자 메이저 리그에 소속되어 있는 전 캔자스시티 로열스의 선수이다. 네브래스카 대학교에 다녔으며, 대학에서는 야구팀인 네브레스카 콘허스커스에서 대학 야구를 했다.
네브래스카 대학에 재적중인 2005년에는 브룩스 월러스 어워드, 딕 하우저 트로피, 골든 스파이크 상을 받았으며, 이러한 활약을 바탕으로 2005년에 있었던 MLB 드래프트에서 1라운드 전체 2순위로 지명된다. 고든은 메이저 리그에 들어와서도 골드글러브 7회, 필딩 바이블 어워드 3회, 플래티넘글러브 1회, 윌슨 올해의 수비수 상을 수상한다.
2015년 시즌 이후 FA자격을 취득하여 4년 7200만 달러에 캔자시시티 로열스에 잔류했다.
2020년 시즌 이후 현역 은퇴를 선언했다.

## 어린 시절
고든은 네브래스카주에 있는 링컨에서 야구를 좋아하는 가족 사이에서 태어난다. 고등학교는 고향에 있는 링컨 사우스이스트 고등학교에 다녔으며, 야구를 하며 .483의 타율과 25개의 홈런, 112개의 타점을 기록한다. 그로인해 고든은 올해의 게토레이 네브래스카 선수로 2번이나 뽑힌다. 2002년에 졸업한다.

## 수상 경력
- 아메리칸 리그 골드글러브 7회 : 2011년 ~ 2014년
- 필딩 바이블 어워드 3회 : 2012년 ~ 2014년, 2017년 ~ 2019년
- 골든 스파이크 상 1회 : 2005년
- 아메리칸 리그 2루타 1위 1회 : 2012년
- 메이저 리그 올스타전 선출 3회 : 2013년, 2014년, 2015년
- 아메리칸 리그 플래티넘글러브 2회: 2014년, 2020년

## 연도별 타격 성적
| 연 도    | 소 속    | 경 기 | 타 석 | 타 수 | 득 점 | 안 타 | 2 루 타 | 3 루 타 | 홈 런 | 루 타 | 타 점 | 도 루 | 도 루 자 | 희 생 번 | 희 생 플 | 볼 넷 | 고 4 | 사 구 | 삼 진 | 병 살 타 | 타 율 | 출 루 율 | 장 타 율 | O P S |
| -------- | -------- | ----- | ----- | ----- | ----- | ----- | ------- | ------- | ----- | ----- | ----- | ----- | -------- | -------- | -------- | ----- | ---- | ----- | ----- | -------- | ----- | -------- | -------- | ----- |
| 2007년   | KC       | 151   | 600   | 543   | 60    | 134   | 36      | 4       | 15    | 223   | 60    | 14    | 4        | 1        | 2        | 41    | 4    | 13    | 137   | 12       | .247  | .314     | .411     | .725  |
| 2008년   | KC       | 134   | 571   | 493   | 72    | 128   | 35      | 1       | 16    | 213   | 59    | 9     | 2        | 1        | 5        | 66    | 5    | 6     | 120   | 8        | .260  | .351     | .432     | .783  |
| 2009년   | KC       | 49    | 189   | 164   | 28    | 38    | 6       | 0       | 6     | 62    | 22    | 5     | 0        | 1        | 1        | 21    | 0    | 2     | 43    | 5        | .232  | .324     | .378     | .703  |
| 2010년   | KC       | 74    | 281   | 242   | 34    | 52    | 10      | 0       | 8     | 86    | 20    | 1     | 5        | 2        | 1        | 34    | 1    | 2     | 62    | 9        | .215  | .315     | .355     | .671  |
| 2011년   | KC       | 151   | 688   | 611   | 101   | 185   | 45      | 4       | 23    | 307   | 87    | 17    | 8        | 0        | 3        | 67    | 2    | 7     | 139   | 9        | .303  | .376     | .502     | .879  |
| 2012년   | KC       | 161   | 721   | 642   | 93    | 189   | 51      | 5       | 14    | 292   | 72    | 10    | 5        | 0        | 3        | 73    | 3    | 3     | 140   | 14       | .294  | .368     | .455     | .822  |
| 2013년   | KC       | 156   | 700   | 633   | 90    | 168   | 27      | 6       | 20    | 267   | 81    | 11    | 3        | 0        | 6        | 52    | 7    | 9     | 141   | 4        | .265  | .327     | .422     | .749  |
| 2014년   | KC       | 156   | 643   | 563   | 87    | 150   | 34      | 1       | 19    | 243   | 74    | 12    | 3        | 0        | 4        | 65    | 5    | 11    | 126   | 11       | .266  | .351     | .432     | .783  |
| 2015년   | KC       | 104   | 422   | 354   | 40    | 96    | 18      | 0       | 13    | 153   | 48    | 2     | 5        | 0        | 5        | 49    | 7    | 14    | 92    | 2        | .271  | .377     | .432     | .809  |
| MLB：9년 | MLB：9년 | 1136  | 4818  | 4245  | 605   | 1140  | 262     | 21      | 134   | 1846  | 523   | 81    | 35       | 5        | 30       | 468   | 34   | 67    | 1000  | 74       | .269  | .348     | .435     | .783  |

- 2015시즌 종료 기준.
- 각년도의 굵은 글씨는 리그 최고.

## 참조
1. ↑  Bio 보관됨 2011-10-12 - 웨이백 머신 netglimse.com